# Петропавловський (Хайбуллінський район)
Петропа́вловський (рос. Петропавловский, башк. Петропавловский) — присілок у складі Хайбуллінського району Башкортостану, Росія. Входить до складу Уфімської сільської ради.
Населення — 232 особи (2010; 207 в 2002).
Національний склад:
- башкири — 93%